# Bronzen Ram

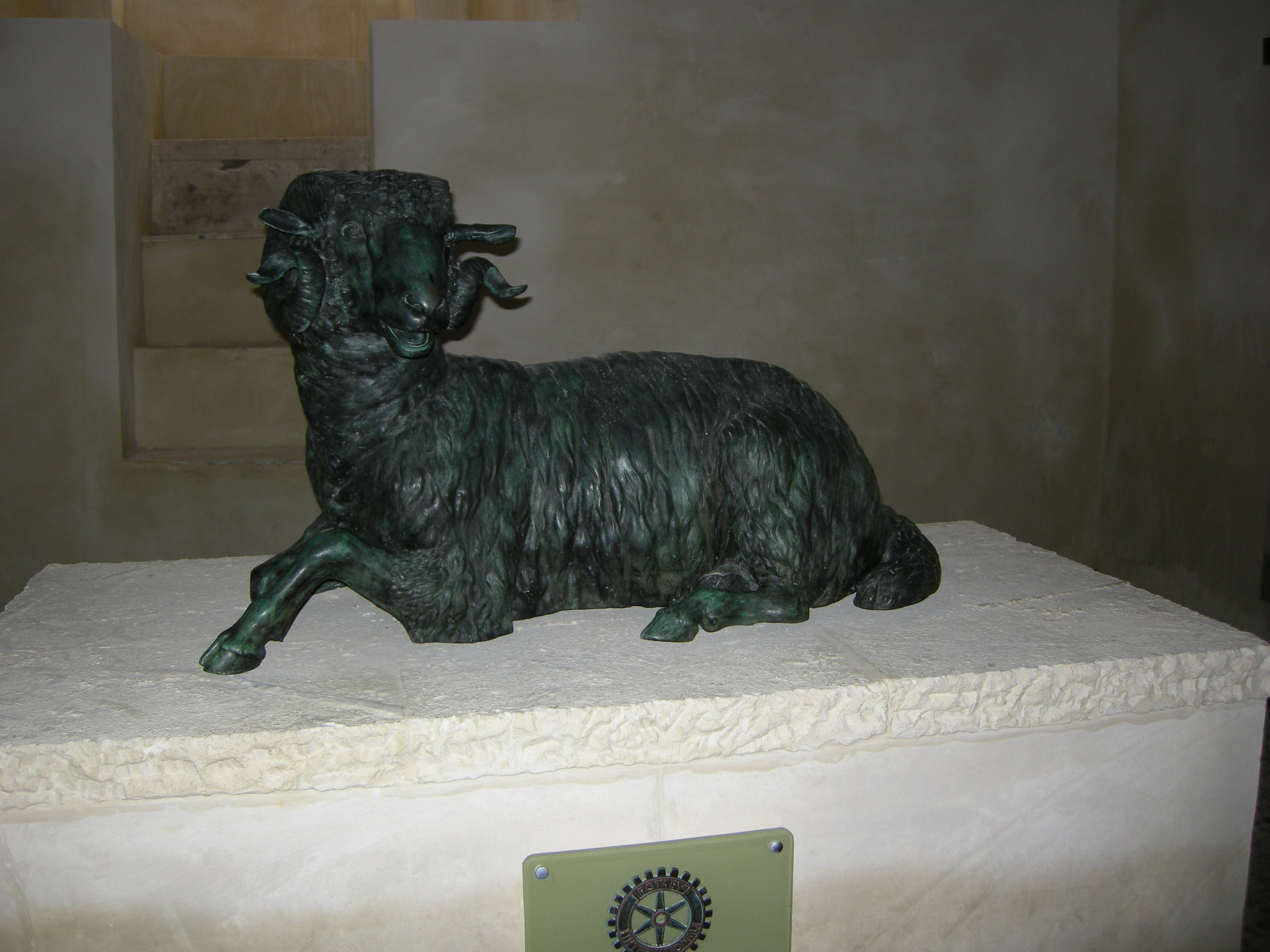
Kopie in Castello Maniace, Syracuse

De Bronzen Ram is een standbeeld in het Museo Archeologico Regionale Antonio Salinas in Palermo, hoofdstad van het Italiaanse eiland Sicilië. Het wordt ook genoemd Bronzen Ram van Syracuse of Bronzen Ram van Castello Maniace, een kasteel in Syracuse. Het beeld dateert van de Griekse Oudheid, meer bepaald van de 3e eeuw v.Chr. Sicilië maakte destijds deel uit van Groot-Griekenland.
Oorspronkelijk hebben er twee Bronzen Rammen bestaan, die elkaars spiegelbeeld waren. In het Revolutiejaar 1848 is een stuk geschoten door een kanonbal.

## Beschrijving
De ram heeft als afmetingen 80 cm hoog en 179 cm breed. Hij kijkt naar links en is tot in de kleinste anatomische details uitgebeeld. Zijn vacht is natuurgetrouw weergegeven. De techniek van bronsgieten was bekend bij de Oude Grieken: zij goten het brons volgens de verlorenwasmethode. De onderzijde is schuin aflopend en ruw. Volgens de Duitse archeoloog Heinrich Heydemann (1842-1889) betekende dit dat het beeld deel uitmaakte van een waterpartij in een park.
In het Castello Maniace in Syracuse staat een kopie van het origineel in Palermo.

## Historiek
Sicilianen vertellen dat de twee rammen afkomstig zijn van het paleis van Agathocles, tiran van Syracuse in de 3e en 2e eeuw v.Chr. Volgens andere verhalen was de beeldhouwer de bekende Lysippus van Sicyon, wat zou betekenen dat de twee beelden vervoerd werden van het Griekse vasteland naar Syracuse. 
Zekerheid over de bronnen geldt maar vanaf de middeleeuwen. Naast de ingangspoort van het Castello Maniace liet keizer Frederik II van Hohenstaufen de twee rammen aanbrengen; dit kasteel in Syracuse werd gebouwd in de jaren 1230-1240. 
De twee rammen bleven zowat twee eeuwen aan de kasteelpoort staan. Vandaar hun naam Bronzen Rammen van het Castello Maniace of Bronzen Rammen van Syracuse. De sokkels links en rechts van de ingangspoort bestaan nog. 
In 1443 schonk koning Alfons V van Aragon, koning van Napels en Sicilië, de twee rammen aan Giovanni Ventimiglia, markies van Geraci. Het ging om een beloning omdat de markies tijdens een groots banket samenzweerders rond koningin Maria eigenhandig had gedood. Markies Ventimiglia nam de twee Bronzen Rammen mee naar zijn kasteel in Castelbuono. Later liet de zoon van de markies op het graf van Giovanni Ventimiglia de twee rammen aanbrengen als ornament. 
De familie Ventimiglia rebelleerde op haar beurt tegen de Kroon van Aragon in het jaar 1485. Onderkoning Gaspare de Spes verjoeg de familie voor wie hij haat voelde, en confisqueerde hun goederen. De twee Bronzen Rammen liet hij van het graf rukken. Ze werden naar de hoofdstad Palermo vervoerd.
In Palermo stonden de twee Bronzen Rammen eerst aan het Palazzo Chiaramonte-Steri en vervolgens aan het Castello a Mare aan de haven. In 1556 schonk de stad Palermo de twee Bronzen Rammen aan hun nieuwe vorst koning Filips II van Spanje. Deze dacht ze over te brengen naar Napels, op het Italiaanse vasteland. Dit stonden de Palermitanen niet toe. De twee beelden verdwenen in het Palazzo dei Normanni, dat het koninklijk paleis was. De twee Bronzen Rammen waren een bezienswaardigheid voor gegoede toeristen in Palermo. Zo werden ze beschreven in het dagboek van Jean-Pierre Houël (1735-1813) en van Johann Wolfgang von Goethe. 
Tijdens de revolte in Palermo in 1820 werden de twee beelden uit het raam gekieperd; ze zouden slechts beperkt beschadigd zijn.
In 1848 brak de revolutie uit in Palermo gericht tegen het heersende Huis Bourbon in de Twee Siciliën. Een van de twee rammen werd stuk geschoten door een kanonbal; de andere was licht beschadigd aan uitstekende delen zoals het oor en een rechter poot. Na de eenmaking van Italië liet koning Victor Emanuel II het overgebleven beeld restaureren (1866). Vervolgens schonk de koning de Bronzen Ram van Syracuse aan het Koninklijk Archeologisch Museum van Palermo. De kunstverzamelaar Antonio Salinas speelde hier een rol in. Het museum werd later naar hem genoemd: Museo Archeologico Regionale Antonio Salinas.